# Едуар Люка
Франсоа́ Едуа́р Анато́л Люка́ (на френски: François Édouard Anatole Lucas) е френски математик, известен с изследванията си над числата на Фибоначи. Сходните числа на Люка са наречени на негово име.

## Биография
Едуар Люка е роден на 4 април 1842 г. в Амиен, Франция. Получава образованието си в "Екол Нормал Сюпериор". Работи в Парижката обсерватория и впоследствие става професор по математика в лицея "Сен Луис" и в парижкия лицей "Шарлеман". По време на Френско-пруската война от 1870-1871 г. е артилерийски офицер във френската армия.
През 1875 г. предлага следната нерешена дотогава задача: Да се докаже, че при N > 1 диофантовото уравнение
{\displaystyle \sum _{n=1}^{N}n^{2}=M^{2}\;}
има единствено решение N = 24, M = 70. Това твърдение е доказано едва през 1918 г. с помощта на елиптични функции; по-късно са публикувани и елементарни решения.
Едуар Люка разработва методи за проверка на прости числа. През 1857 г., когато е на 15 години, той започва да проверява на ръка дали числото 2127 − 1 е просто, като използва вариант на редицата на Фибоначи. През 1876 г., след 19 години на проверки, успява да докаже, че числото е просто. През следващите 75 години това остава най-голямото известно просто число на Мерсен. По-късно Дерик Хетри Лемър подобрява методите на Люка за проверка на прости числа.
Люка се интересува и от занимателна математика. Негова е задачата за Ханойските кули, която публикува под псевдонима N. Claus de Siam — анаграма на „Люка от Амиен“ (Lucas d'Amiens). През 1899 г. публикува описание на играта „Точки и чертички“.
Едуар Люка умира при необичайни обстоятелства. По време на годишен конгрес на Френското дружество за напредък на науката келнер изпуска поднос и парче от счупена чиния порязва Люка по бузата. Няколко дни по-късно, на 3 октомври 1891 г., той умира от силно кожно възпаление, вероятно резултат от сепсис.